# شربان کانتاکوزینو (بازیگر)
شربان کُنستانتین کانتاکوزینو (رومانیایی: Șerban Constantin Cantacuzino؛ ‏ تلفظ رومانیایی: [ʃerˈban konstanˈtin kantakuziˈno]؛ ‏ زادهٔ ۴ فوریهٔ ۱۹۴۱ – ۴ ژوئیهٔ ۲۰۱۱) شاهزاده و بازیگر اهل رومانی بود. وی در خانواده‌ای اشرافی زاده شد و از نوادگان شربان کانتاکوزینو، شاهزاده و فرمانروای والاچیا در سال‌های ۱۶۷۸ تا ۱۶۸۸ بود.
از فیلم‌ها یا برنامه‌های تلویزیونی که وی در آن نقش داشته‌است، می‌توان به استفن کبیر - واسلویی ۱۴۷۵ و هفت مرد و یک بدکاره اشاره کرد.